# Matir
Matir (arab. ماطر, fr. Mateur) – miasto w Tunezji, około 66 kilometrów od centrum stolicy kraju, Tunisu, w gubernatorstwie Bizerta.
Populacja wynosi około 34 tysiące mieszkańców (stan na 2014 rok). Miasto leży niedaleko parku narodowego Aszkal.

## Historia
Matir otrzymało prawa miejskie w 1898 roku. W czasie II wojny światowej było okupowane przez wojska Osi. Po wojnie powróciło pod kontrolę francuską, a w 1956 roku weszło w skład niepodległego państwa tunezyjskiego.

## Gospodarka
Miasto leży w rejonie rolniczym (dominuje hodowla owiec), przez co część mieszkańców jest zatrudniona w tym sektorze. W mieście znajduje się rynek, na którym sprzedaje się produkty rolne.
Matir wchodzi w skład lokalnej strefy ekonomicznej, w której dominuje przemysł telekomunikacyjny, tekstylny oraz mechaniczny.